# Maryville (Tennessee)
Maryville is een plaats (city) in de Amerikaanse staat Tennessee, en valt bestuurlijk gezien onder Blount County.

## Demografie
Bij de volkstelling in 2000 werd het aantal inwoners vastgesteld op 23.120.
In 2006 is het aantal inwoners door het United States Census Bureau geschat op 26.433, een stijging van 3313 (14,3%).

## Geografie
Volgens het United States Census Bureau beslaat de plaats een oppervlakte van
41,2 km², geheel bestaande uit land. Maryville ligt op ongeveer 303 m boven zeeniveau.

## Plaatsen in de nabije omgeving
De onderstaande figuur toont nabijgelegen plaatsen in een straal van 16 km rond Maryville.

## Geboren
- Lamar Alexander (1940), gouverneur van Tennessee (1979-1987) en senator